# Quận Lee, Arkansas
Quận Lee là một quận thuộc tiểu bang Arkansas, Hoa Kỳ.
Quận này được đặt tên theo Robert E. Lee. Theo điều tra dân số của Cục điều tra dân số Hoa Kỳ năm 2000, quận có dân số 12.580 người. Quận lỵ đóng ở Marianna.6

## Địa lý
Theo Cục điều tra dân số Hoa Kỳ, quận có diện tích 1604 km2, trong đó có 46 km2 là diện tích mặt nước.

### Các xa lộ chính
- U.S. Highway 79
- Highway 1
- Highway 78
- Highway 121
- Highway 131

### Quận giáp ranh
- Quận St. Francis (bắc)
- Quận Crittenden (đông bắc)
- Quận Tunica, Mississippi (đông)
- Quận Phillips (nam)
- Quận Monroe (tây)

## Thông tin nhân khẩu

Tháp tuổi dân cư quận Lee

Theo điều tra dân số 2 năm 2000, quận đã có dân số 12.580 người, 4.182 hộ gia đình, và 2.960 gia đình sống trong quận hạt. Mật độ dân số là 21 người trên một dặm vuông (8/km ²). Có 4.768 đơn vị nhà ở mật độ trung bình của 8 trên một dặm vuông (3/km ²). Cơ cấu chủng tộc của dân cư quận gồm có 41,41% người da trắng, 57,24% da đen hay Mỹ gốc Phi, 0,16% người Mỹ bản xứ, 0,27% ở châu Á, 0,52% từ các chủng tộc khác, và 0,40% từ hai hoặc nhiều chủng tộc. 2,19% dân số là người Hispanic hay Latino thuộc một chủng tộc nào.
Có 4.182 hộ, trong đó 31,20% có trẻ em dưới 18 tuổi sống chung với họ, 43,20% là đôi vợ chồng sống với nhau, 23,10% có nữ hộ và không có chồng, và 29,20% là các gia đình không. 27,20% hộ gia đình đã được tạo ra từ các cá nhân và 13,80% có người sống một mình 65 tuổi hoặc lớn tuổi hơn là người. Cỡ hộ trung bình là 2,59 và cỡ gia đình trung bình là 3,14.
Trong quận, độ tuổi dân cư đã được trải ra với 26,00% dưới độ tuổi 18, 10,20% 18-24, 28,70% 25-44, 21,10% từ 45 đến 64, và 14,00% từ 65 tuổi trở lên người. Độ tuổi trung bình là 35 năm. Đối với mỗi 100 nữ có 111,40 nam giới. Đối với mỗi 100 nữ 18 tuổi trở lên, đã có 118,40 nam giới.
Thu nhập trung bình cho một hộ gia đình trong quận đã được $ 20.510, và thu nhập trung bình cho một gia đình là $ 25.846. Phái nam có thu nhập trung bình $ 26.900 so với 19.505 $ của phái nữ. Thu nhập bình quân đầu người 10.983 $. Giới 24,70% gia đình và 29,90% dân số sống dưới mức nghèo khổ, bao gồm 38,80% những người dưới 18 tuổi và 27,60% của những người 65 tuổi hoặc hơn.